# ボワルセル系
ボワルセル系（ボワルセルけい、Bois Roussel Sire(male) line）は、サラブレッドの父系（父方の系図）の1つ。ボワルセルを系統上の祖とする。

## 概要
ボワルセルはダーバー以来、セントサイモン系に四半世紀ぶりにダービー勝利をもたらした名馬にしてイギリスのリーディングサイアーを獲得した名種牡馬である。現在ではほぼ過去の遺物となっているが、全盛期の1950年代から60年代には世界的に活躍馬を多数輩出していた。
例えば、イギリスではテヘランやミゴリ、タルヤーを出した。アメリカでも、テヘランの孫のクーガーやミゴリ産駒のギャラントマンが活躍した。日本でもヒカルメイジやヒンドスタン、シンザンは著名である。この中には各国の歴史的名馬が何頭も含まれている。豊かなスタミナと強烈な末脚を伝えた反面、種牡馬としての成功率は低く、父系の広がりは同世代のネアルコに完敗することとなった。
1970年以降は斜陽となり、南北アメリカや日本で散発的に活躍馬を出すのみに落ち込んだ。1990年代も後半になるとそれもほとんどなくなり、父系はことごとく失われた。

## チョーサー
ボワルセル系は、元々セントサイモン晩年の産駒、チョーサーに発する父系である。チョーサーは母がオークス馬カンタベリーピルグリム、半弟にセントレジャー馬スウィンフォードという良血であったが、クラシックでは善戦するにとどまった。種牡馬としても成功したが、チョーサー産駒の活躍馬は牝馬に偏り、他父系に繁殖牝馬を供給するのみだった（特にファラリス系）。イギリス内ではすぐに父系は途絶えたが、フランスに渡ったPrince Chimayが小父系を形成した。この父系からボワルセルは出ている。
- St. Simon 1881（英首位種牡馬9回）
  - Chaucer 1900（英首位BS2回）→Scapa Flow、Selene
    - Stedfast 1908（プリンスオブウェールズS、セントジェームズパレスS、英豪で小父系を形成）
    - Prince Chimay 1915（ジョッキークラブSでゲインズバラを破る）
      - Vatout 1926（仏2000ギニー）
        - Vatellor 1933（共和国大統領賞）→Nikellora（仏牝馬二冠+凱旋門賞）
          - Pearl Diver 1944（ダービー）
          - My Love 1945（ダービー）
          - Le Filou 1946（新首位種牡馬、末裔は1990年代まで残存）

        - Bois Roussel 1935（ダービー、英首位種牡馬）

## ボワルセル
ボワルセルは1935年にフランスで生まれた。母がプラッキーリエージュであり、半兄にサーギャラハッド、ブルドッグ、アドラミラルドレイク、ベルアセルらが居た。血統表中にセントサイモンを4ヶ所持ち、血量は合計で21%を超えていた。デビュー戦を勝った後にイギリスのPeter Beattyに売却され、新しいオーナーは6月のダービーのためにイギリスにボワルセルを送った。ダービーは21倍の人気薄だった。レース後半の2ハロンでヘラルドが「驚くべきスピードの爆発」と表現する末脚を見せ、後方から一気に先頭に立つと、最後の1ハロンはそのまま4馬身のリードを保ってゴールした。セントサイモン系として25年ぶりの英ダービー制覇は非常に強い勝ち方だった。
次走のパリ大賞では、後にサラブレッドの血統を支配するネアルコの前に敗れた。なお、ボワルセルとネアルコの2頭は、共にスペアミントを母方に持ち、共にセントサイモン近交系という共通点があったが、将来的に両父系の明暗は完全に分かれることになる。この時点で故障を患っており、再起することなく引退した。レースに出走したのはたった3ヶ月だけだった。1940年にイギリスで種牡馬となった。
ボワルセルは競走馬の父として成功し、凱旋門賞馬ミゴリ、セントレジャーに勝ったテヘランなどを出した。本馬と種牡馬ランキングを争ったのは、ネアルコやハイペリオン、フェアトライアルなどである。集計方法によって異なるが、1949年はネアルコでは無くボワルセルが首位だったとする資料も存在する。
産駒のうち後継種牡馬として有力になったのは、テヘラン、ミゴリ、ヒンドスタンの3頭である。その他Delville Wood（オーストラリア）、Swallow Tail（ブラジル）、Royal Forest（ブラジル）、ヒカルメイジ（日本）なども各国で成功した。
- Bois Roussel 1935
  - Delville Wood 1942（豪首位種牡馬）
  - Royal Forest 1946（デューハーストS）
  - Swallow Tail 1946（ダービー3着、ブラジルで種牡馬として成功）
  - Fraise du Bois 1948（愛ダービー）
  - Hindostan 1946（愛ダービー、日首位種牡馬7回）
    - ダイコーター 1962（菊花賞）
    - シンザン 1961（日三冠、宝塚記念、天皇賞（秋）、有馬記念、日本成功種牡馬）
      - ミナガワマンナ 1978（菊花賞）
      - ミホシンザン 1982（日二冠、天皇賞（春））
        - マイシンザン 1990（NHK杯、朝日CC）

  - ヒカルメイジ 1954（日本ダービー）
  - Tehran 1941（セントレジャー）
    - Tulyar 1949（英二冠、キングジョージ6世&クイーンエリザベスS。英獲得賞金額を更新）
    - Tale of Two Cities 1951（チリ首位種牡馬）
      - Cougar 1966（チリから米に移籍して100万ドル以上稼ぐ）
        - Gato del Sol 1979（ケンタッキーダービー）

  - Migoli 1944（凱旋門賞、チャンピオンS、エクリプスS）
    - Gallant Man 1954（ベルモントS）
      - Gallardo 1972
        - Iraqui 1982（ベネズエラ三冠）

      - Elocutionist 1973（プリークネスS）
        - Recitation 1978（フランス2000ギニー）
        - Demons Begone 1984（アーカンソーダービー）
          - Demon Warlock 2000（ワシントン州年度代表馬）

その時代のボワルセル系を代表する種牡馬、著名競走馬、およびそれらの先祖馬に限る。

### テヘラン

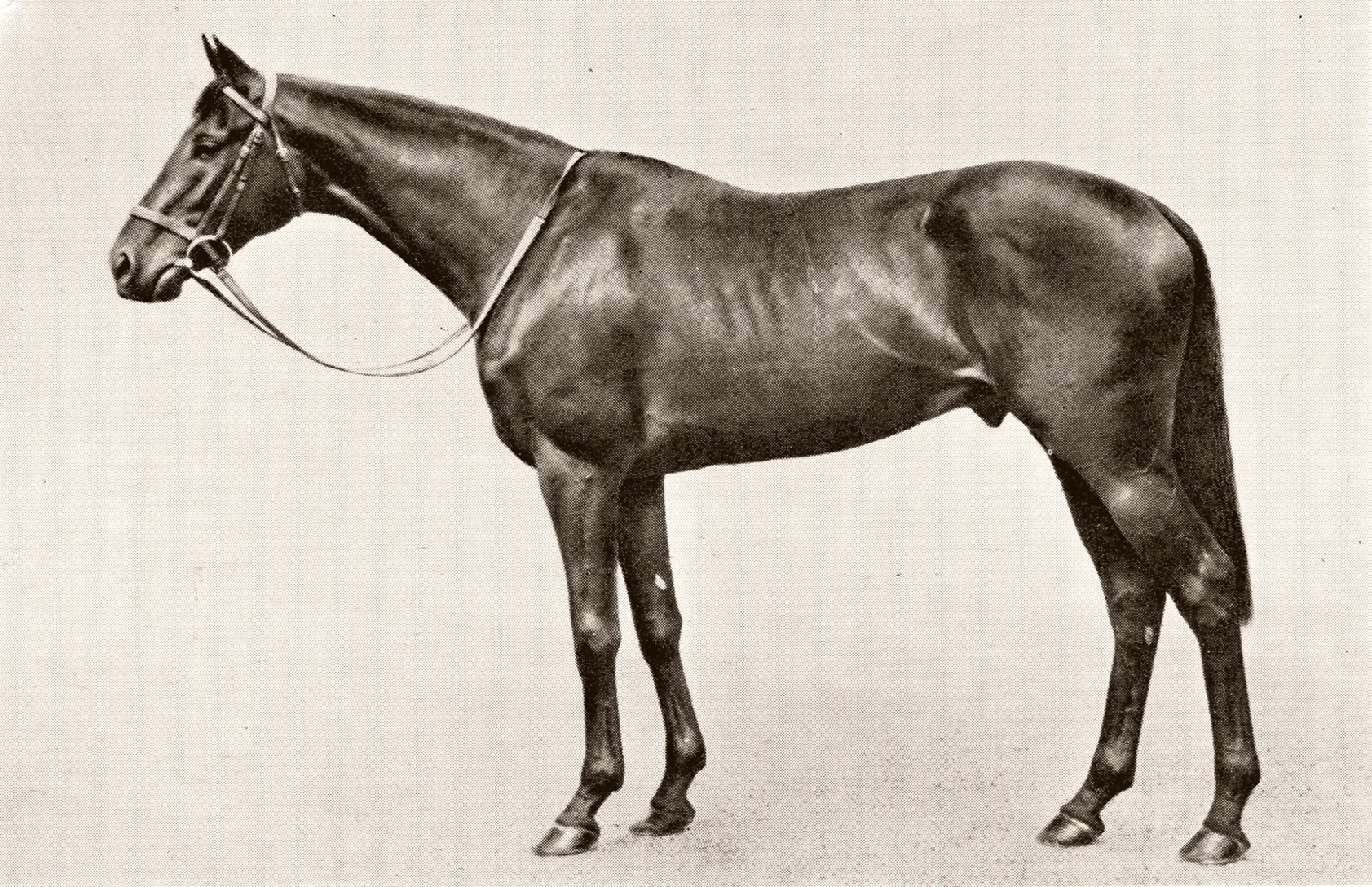
タルヤー

ボワルセル2年目の産駒テヘランは、第二次世界大戦中に走りセントレジャーに勝ち、アスコットゴールドカップとダービーで2着になった。種牡馬となった際には、10万ポンドのシンジケートが組まれた。これはネアルコの6万2000ポンドを上回って史上最高額である。
テヘランの代表産駒はタルヤーである。この馬は非常に強力な競走馬で、1952年はダービー、セントレジャー、エクリプスS、キングジョージ6世&クイーンエリザベスSに勝ち7戦7勝であった。獲得賞金は7万6417ポンドに達し、アイシングラスの持つレコードを57年ぶりに更新した。この活躍でテヘランは1952年にイギリス首位種牡馬を獲得した。引退後種牡馬として売却された27万5000ドルもレコードであった。
タルヤーは当初アイルランドで供用され、4年目からはアメリカに渡ったが、種牡馬としては期待に応えられなかった。アイルランドとフランスの1000ギニー馬を1頭ずつ出すのみに終わる。子孫は障害の名馬が何頭が出たほか、オリンピックなどの馬術競技でも活躍した。
一方、テトラークSに勝ったTale of Two Citiesはチリに輸出され、当地で首位種牡馬となった。その産駒クーガーは、アメリカ合衆国に移籍し最優秀芝馬になるなど活躍した。外国産馬初の100万ドルホースとなり、米国競馬の殿堂入り。種牡馬としても一定の成果を残した。代表産駒ガトデルソルはケンタッキーダービーの勝利馬だが、種牡馬としては全く不調で、後に西ドイツに輸出されるが、そこでも活躍馬は出せなかった。テヘラン系はガトデルソル産駒のガトデルサーを最後に途絶えている。
日本ではTehranの産駒の持ち込み馬ゴールドアローが種牡馬として供用された。自身は現役時目立った活躍は出来なかったが、産駒から中央重賞勝ち馬を出し、そのうちパールトンが後継種牡馬となった。
- Tehran 1941（セントレジャー）
  - Kameran Khan 1948（ブラジルで種牡馬として成功）
  - Mystery IX 1948（エクリプスS）
  - Tabriz 1947
    - Taboun 1956（2000ギニー）
      - Jour et Nuit 1961（イスパーン賞）

  - Tulyar 1949（英二冠、キングジョージ6世&クイーンエリザベスS。英獲得賞金額を更新）→Fiorentina（愛2000ギニー）、Ginetta（仏1000ギニー）
    - タリヤートス 1957（エクリプスS2着、日本供用種牡馬）
    - Menelek 1957（障害の名種牡馬）
    - Bahrain 1957
      - (ISH)Glen Bar 1983（アイリッシュスポーツホース）
        - (ISH)Giltedge 1986（2002年世界馬術選手権総合馬術団体金メダル、アトランタ五輪総合馬術団体銀メダル、シドニー五輪総合馬術団体銅メダル）

  - Tale of Two Cities 1951（チリ首位種牡馬）
    - Cougar 1966（チリから米に移籍して100万ドル以上稼ぐ）→Milingo
      - Exploded 1977（ハリウッド招待H）
      - Gato del Sol 1979（ケンタッキーダービー）
        - Gato del Sur 1988（2007年まで北米で供用）

      - First Norman 1982（デルマーダービー）

  - ゴールドアロー 1954
    - パールトン 1967

### ヒカルメイジとヒンドスタン

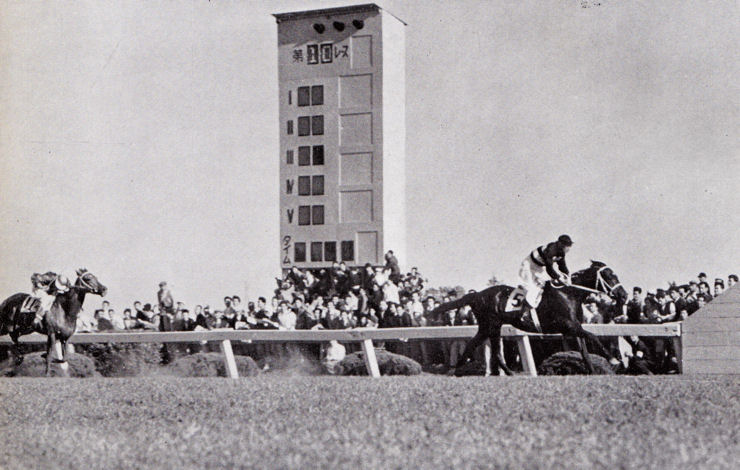
ヒカルメイジ（日本ダービー制覇時）

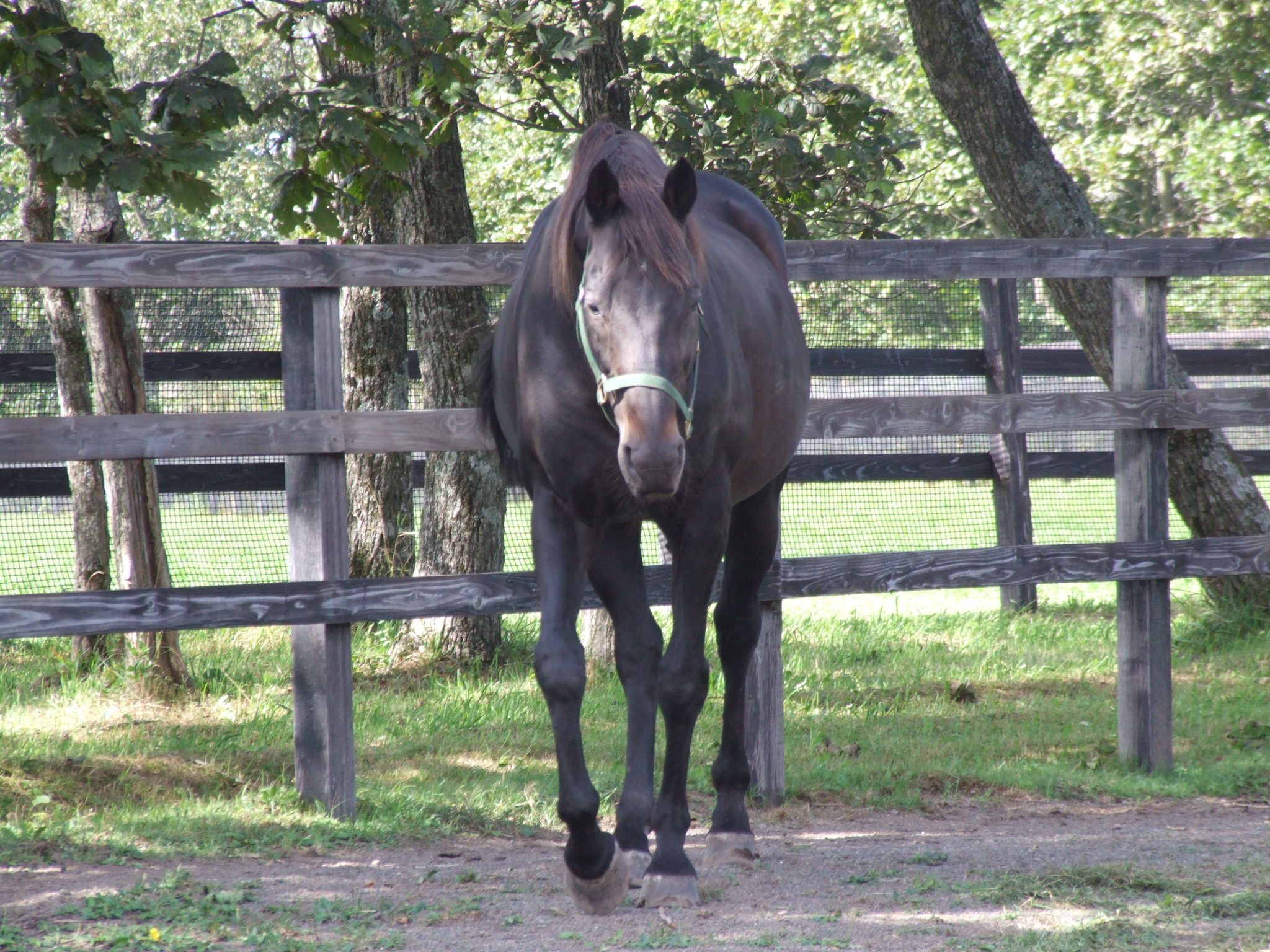
引退後のミホシンザン（2006年）

ヒカルメイジとヒンドスタンは、ともにボワルセルの産駒で、日本で種牡馬として成功した。
イサベリーンの持込であるヒカルメイジは、優れた能力を示し、特に3歳以降は10戦して8勝2着2回で、日本ダービーはレコードでの勝利だった。1958年から種牡馬となった。ヒンドスタンは8戦2勝で、2度の勝利は愛ダービーとセントジョージステークスという馬であった。アイルランドで7年間供用された後日本に輸入され、1957年から日本で種牡馬生活を開始した。
両馬の種牡馬成績の概要としては、ヒンドスタンが1961-1965, 1967-1968年の7度日本首位種牡馬、ヒカルメイジは1963年の8位、1965年の7位と2度種牡馬ランキングのトップ10に名を連ねた。また、同時期にテヘラン産駒のゴールドアロー、タルヤー産駒のタリヤートスも日本で種牡馬として供用され、大競走の勝ち馬こそ出なかったものの、多数の重賞馬を輩出している。1960年代は日本におけるボワルセル系の全盛期であった。
ヒンドスタンは多数の後継種牡馬を残したが、1960年代、70年代の内国産種牡馬不遇の時代の最中、成功できたのはシンザンやダイコーターなど一握りだった。ヒカルメイジの後継種牡馬も全て失敗に終わっている。
菊花賞馬ダイコーターは当初全く人気が無く、毎年1桁台の産駒しかいなかった。ごく少ない産駒からホウシュウリッチやホウシュウミサイルを出すと、徐々に人気が出て、種牡馬ランキング20位以内に3回（最高は1981年の4位）入った。高齢になってからもニシノライデンやプレジデントシチーを出している。なお、日本におけるボワルセル系最後の大レース勝ち馬は、ダイコーター産駒一介の条件馬に過ぎないブゼンダイオーが出した、コスモドリーム（1988年オークス）である。
別のヒンドスタン産駒で、大レースに勝てなかったリュウファーロスも、少ない産駒からリュウキコウやアンドレアモンなど活躍馬を出した。
ヒンドスタン産駒で最大の成功を収めたのはシンザンである。シンザンは三冠の他、天皇賞（秋）や有馬記念、宝塚記念を制した日本競馬史上有数の名馬だった。1970年代前半にほぼ唯一の内国産成功種牡馬として地位を確立すると、1978,79年に種牡馬ランキング3位に付けた。特に1975年生まれ世代の獲得賞金は10億円を超えており、JBISのデータ上は全種牡馬中トップで産駒世代別リーディングサイアーとなっている。産駒のうち晩年に生まれたミホシンザンは皐月賞や菊花賞、天皇賞（春）を制した。
シンザンも後継種牡馬を何頭か残し、ミホシンザンとハシコトブキが重賞馬を2頭ずつ出した。更にミホシンザン産駒のマイシンザンが種牡馬となり、21世紀初頭まで父系が残っていた。2019年現在では、乗用種のセルシオーレを残すのみとなっている。
- ヒカルメイジ 1954（日ダービー）
  - アサホコ 1960（天皇賞（春））
  - グレートヨルカ 1960（菊花賞）

- ヒンドスタン 1946（愛ダービー、日首位種牡馬7回）→スギヒメ、ケンホウ、オーハヤブサ
  - ヤマニンモアー 1957（天皇賞（秋））
  - リュウフォーレル 1959（天皇賞（秋）、有馬記念、宝塚記念）
  - ヒカルポーラ 1959（春天皇（春）、宝塚記念）
  - ヤマトキョウダイ 1960（天皇賞（秋）、有馬記念）
  - アサカオー 1965（菊花賞）
  - ワイルドモア 1966（皐月賞）
  - シンツバメ 1968（皐月賞）
  - ハクショウ 1968（日ダービー）
  - ハクホオショウ 1969（安田記念）
  - ダイコーター 1962（菊花賞）
    - ブゼンダイオー 1974→コスモドリーム
    - ニシノライデン 1982（阪神大賞典、京都新聞杯、鳴尾記念、大阪杯）
    - プレジデントシチー 1983（朝日CC、小倉記念、ブリーダーズGC）

  - リュウファーロス 1963（阪神大賞典）
    - アンドレアモン 1979（フェブラリーH、ウインターS）
      - ローリエアンドレ 1989（ウィンターS）

  - シンザン 1961（日三冠、天皇賞（秋）、有馬記念、宝塚記念）
    - ハシコトブキ 1974（朝日CC、京都記念）
    - ミナガワマンナ 1978（菊花賞）
    - ミホシンザン 1982（皐月賞、菊花賞、天皇賞（春））
      - グランドシンザン 1994（愛知杯）
      - マイシンザン 1990（NHK杯、朝日CC）
        - シルクセレクション 1998（地方26勝）
        - マイティシンザン 2003（シンザン系最後の競走馬）

    - エキスパート 1985（馬術競技馬）
      - （乗用種）セルシオーレ 2003（馬術競技馬）種牡馬

1980年以前産は八大競走優勝馬又は、重賞勝利産駒を有する種牡馬、1981-85年産は重賞複数勝利馬に限る

### ギャラントマン

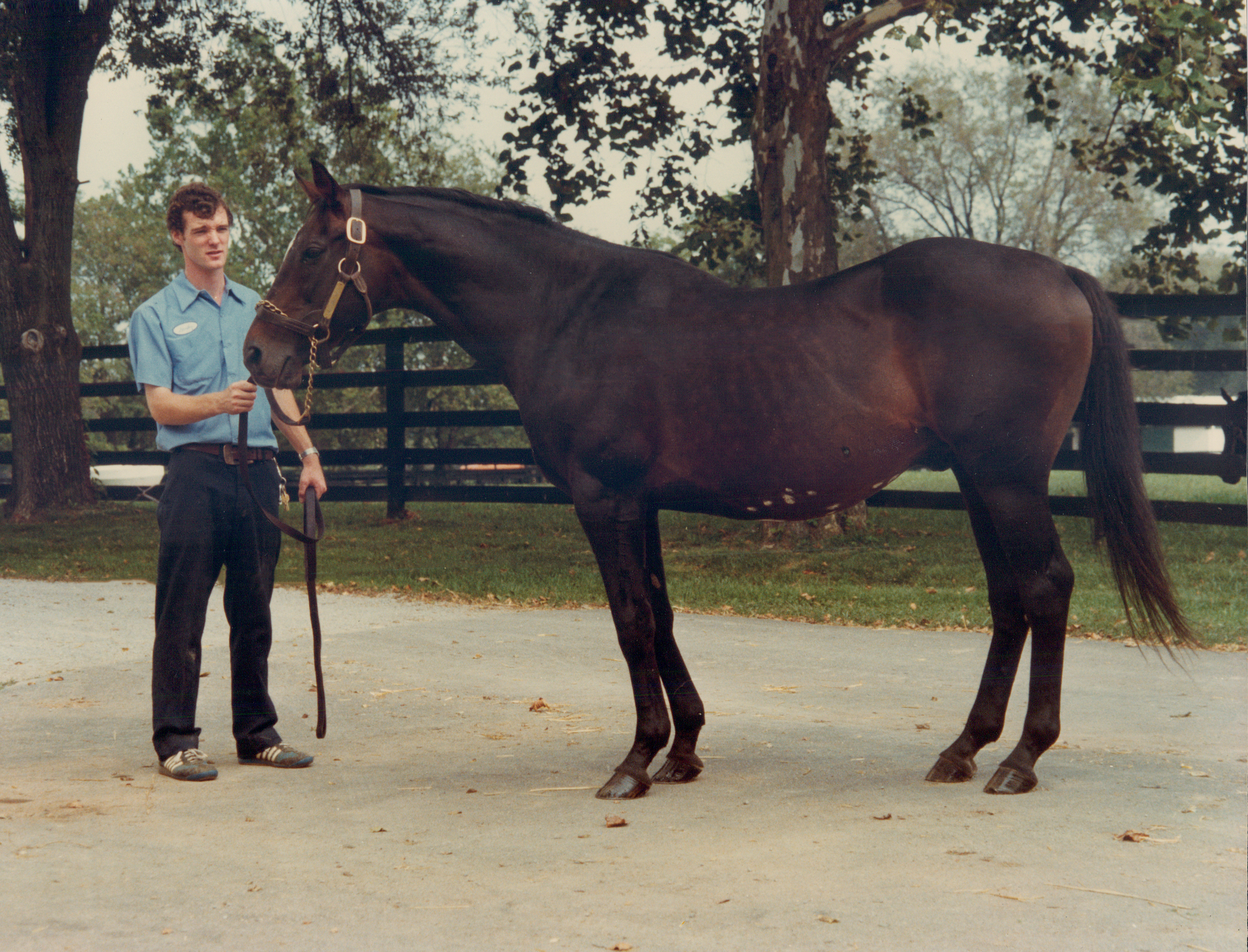
ギャラントマン（1981年）

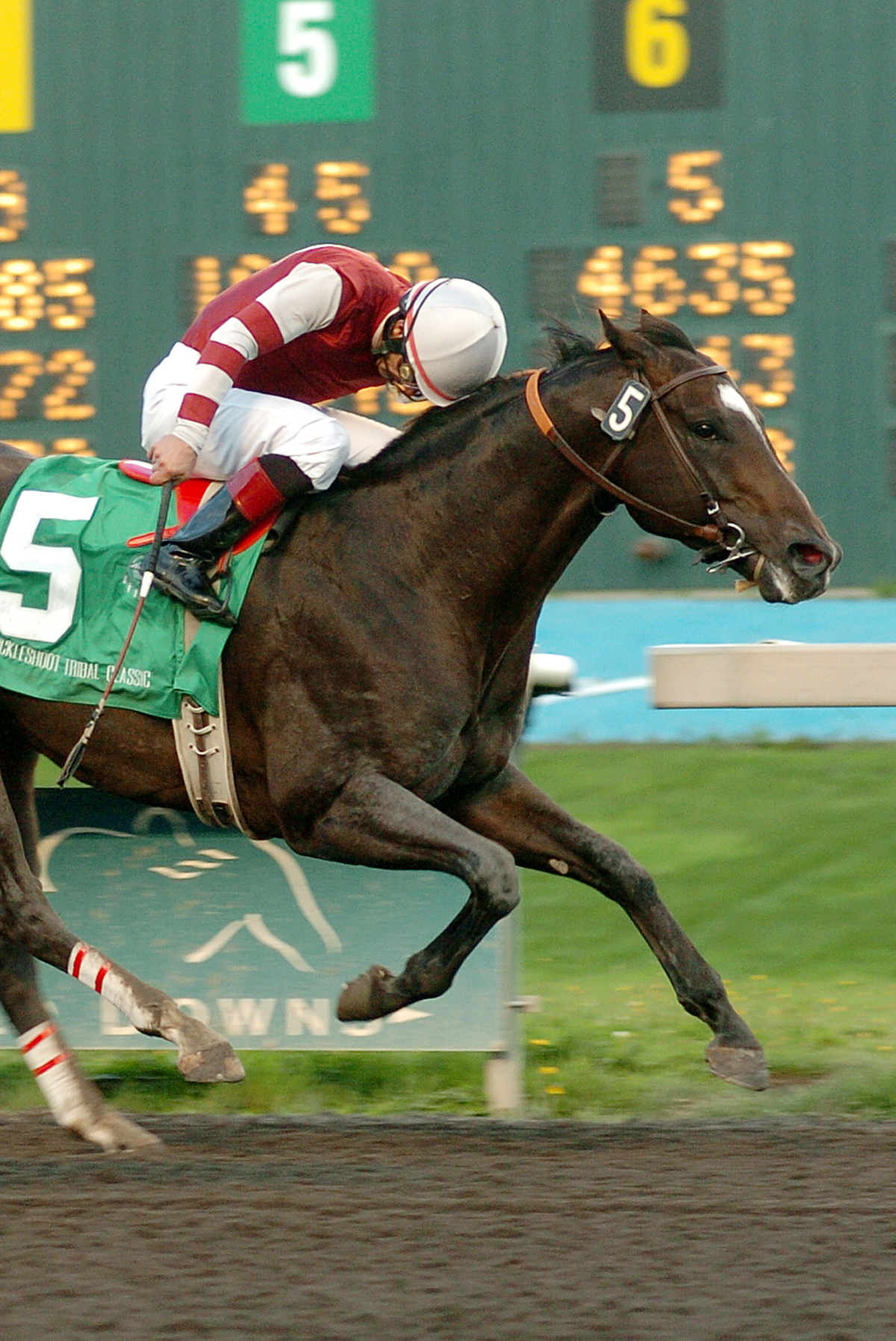
デーモンウォーロック

ギャラントマンはアイルランド生まれのミゴリ産駒である。母は愛牝馬二冠のマジデー。近親にも多数活躍馬がいる良血であったものの、脚部不安の上体高が低く当初は評価が低かった。ベルモントS、トラヴァーズSを制し、同期のボールドルーラー、ラウンドテーブルらと共にアメリカ競馬史上最強世代を形成した。
種牡馬としては成功はしなかったものの、数頭の良駒を残し、結果的にこのギャラントマンの子孫がボワルセル系の中で最後まで残ることになった。日本に輸入されたペキンリュウエンは、オールカマー5着とレコード勝ちが2回あるだけの馬だったが、産駒にマキバスナイパーを出した。この馬が日本におけるボワルセル系最後の重賞馬にして種牡馬となった。また、Gallardoはウルグアイに輸出され、当地で21世紀初頭まで活躍馬を輩出していた。何れも2017年現在父系子孫は失われている。
ギャラントマンの代表産駒は名牝ギャラントブルームであり、ただでさえ少ない活躍馬は牝馬に偏っていた。牡馬の最良馬ギャラントロメオは重賞馬を散発的に出し、うちエロキューショニストはプリークネスSとアーカンソーダービーを勝ち、ケンタッキーダービーでも3着だった。エロキューショニストからは更に2頭のG1馬レシテイションとデーモンズビゴーンが出た。デーモンズビゴーンは重賞馬を数頭残したが、産駒はいずれも種牡馬として人気が出なかった。実質的にこの世代でサラブレッドとしてのボワルセル系は終焉を迎えた。
2018年現在、ボワルセル系を含むチョーサー系はワシントン州で供用されているデーモンウォーロックを残すのみで、もはや父系としての体を成していない。デーモンウォーロックはワシントン州の格安種牡馬として意外な健闘を見せており、2010年代後半にはやや成績を向上しているが、次代を繋ぐ種牡馬が出る望みは薄く（そもそも牡馬の殆どが去勢されている）、消滅を待つのみとなっている。
- Gallant Man 1954（ベルモントS）→ギャラントブルーム
  - My Gallant 1970（ブルーグラスS）
  - ギャラントダンサー 1975（朝日杯3歳S）
  - ペキンリュウエン 1977
    - マキバスナイパー 1995（帝王賞）

  - Gallardo 1972
    - Iraqui 1982（ベネズエラ三冠）
    - Volantin 1983（ベネズエラ共和国賞）
      - Paso Real 2001（ベネズエラ共和国賞）

  - Gallant Romeo 1961（ヴォスバーグH）
    - Always Gallant 1974（サンクスギヴィングデイH、ロングエイカーズH）
    - Gallant Special 1980（リッチモンドS）
    - Elocutionist 1973（プリークネスS）
      - Eastern Mystic 1982（ヨークシャーC）
      - Prima Voce 1979（ダイオメドS、プリンスローズ大賞）→First Intent
      - Recitation 1978（フランス2000ギニー）→Country Recital
      - Demons Begone 1984（アーカンソーダービー）→Danville
        - Shoal Creek 1990（イロコイS）
        - Born Mighty 1994（ロイヤルパームH。最後のグレード/グループ競走優勝馬）
        - Flitch 1992（ローレンスリアライゼーションS、ホールオヴフェイムH）
          - Maseeha 2004（ステイヤーズC。インドG1）

        - Demon Warlock 2000（ワシントン州年度代表馬）
          - Winter Warlock 2008（セン馬。2010年プレミオエスメラルダS）
          - Copy Begone 2013（牝馬。16勝）
          - Lovethisbar 2014（牝馬。8勝）
          - Alittlelesstalk 2016（牝馬。2019年ワシントン州最優秀3歳牝馬）